# Circondario di Barouéli
Il circondario di Barouéli è un circondario del Mali facente parte della regione di Ségou. Il capoluogo è Barouéli.

## Geografia antropica

### Suddivisioni amministrative
Il circondario di Barouéli è suddiviso in 11 comuni:
- Barouéli
- Boidié
- Dougoufié
- Gouendo
- Kalaké
- Konobougou
- N'Gassola
- Sanando
- Somo
- Tamani
- Tesserla